# Szőke György
Szőke György (Budapest, 1935. március 29. – 2008. február 10.) magyar szlavista filológus, magyar irodalomtörténész, egyetemi tanár.

## Életpályája
1953-ban érettségizett Budapesten. 1953–1955 között a Szaratovi Egyetemen, 1955–1958 között a Moszkvai Állami Egyetemen tanult, 1958-ban szerzett diplomát orosz nyelv és irodalomból.
1958–1960 között a budapesti Budai Nagy Antal Gimnáziumban tanított, közben az Eötvös Loránd Tudományegyetemen magyar nyelv és irodalom szakos diplomát szerzett (1958–1960). 1960–1975 között a JATE Orosz Tanszékén, 1975–1993 között az ELTE-n, 1994-től a Miskolci Egyetemen oktatott.
Kutatási területe a 20. századi magyar irodalom története, elsősorban József Attila élete és költészete. A 19. századi orosz irodalom pszichoanalízisével és pszichoterápiáival foglalkozott. 1967-ben védte meg kandidátusi disszertációját, 1991-ben elérte az irodalomtudományok doktora fokozatot. 2000-ben Széchenyi professzori ösztöndíjban részesült.
1972–1976, valamint 1994–1997 között a Magyar Tudományos Akadémia Modern Filológiai Bizottságának tagjaként működött. 1974–1984 között a Tudományos Minősítő Bizottság (TMB) irodalomtudományi szakbizottságában, 1974–1988 között az MTA poétikai munkabizottságában dolgozott. 1994–1997 között tagja volt a Magyar Akkreditációs Bizottságnak.

## Művei
- Űr a lelkem. A kései József Attila (1992)
- Miért fáj ma is. Az ismeretlen József Attila (társszerző, 1992)
- A Dunánál. Tanulmányok József Attiláról (társszerző, 1995)
- Tanulmányok Kosztolányi Dezsőről (társszerző, 1998)
- A fordítás és intertextualitás alakzatai (társszerző, 1998)
- Tanulmányok Kassák Lajosról (társszerző, 2000)
- Az árnyékvilág árkain. Írások József Attiláról és Kosztolányi Dezsőről; Gondolat Kiadói Kör, Bp., 2003